# The Power Cosmic
The Power Cosmic četvrti je studijski album britanskog simfonijskog black metal-sastava Bal-Sagoth. Album je 11. listopada 1999. godine objavila diskografska kuća Nuclear Blast, kojoj je ovo bio prvi objavljeni uradak grupe.

## O albumu
Ovo je prvi album Bal-Sagotha koji nije sadržavao potpunu knjižicu s tekstovima (na svojim je ranijim radovima skupina objavila i knjižicu s tekstovima koja nije samo sadržavala tekstove skladbi, već i popratnu priču koju je napisao pjevač Byron Roberts). Potpuna inačica knjižice s tekstovima izvorno se samo mogla preuzeti sa službene stranice sastava, a kasnije je bila objavljena u ruskoj inačici albuma. Bila je to jedina inačica nosača zvuka koja je sadržavala potpunu knjižicu s tekstovima sve do ponovne objave albuma u digipak inačici u studenom 2011. godine, koju je objavio Metal Mind Productions; sadržavala je proširenu verziju tekstova i popratne priče.
Glavna priča na albumu govori o Zurri, nevaljalom polubogu koji je oslobođen iz svojeg zatočeništva pod Morem kiša te u svemiru pokušava objediniti snažan artefakt poznat pod imenom Empyreal Lexicon ("Nebeski leksikon"). Priča u skladbi "Of Carnage and a Gathering of the Wolves" odvija se u šumi Darkenhold forest, mjestu koje je posljednji put bilo spomenuto na devetoj pjesmi na albumu Starfire Burning Upon the Ice-Veiled Throne of Ultima Thule.
"The Scourge of the Fourth Celestial Host" aludira na borbu Srebrnog letača, superheroja Marvel Comicsa, s četvrtom posjetom Celestiala. U tekstovima se Srebrnog letača spominje pod imenom Norrin Radd, na Thora se aludira spomenom njegovog "uru čekića", dok se Galactusa spominje pod imenom Galan of Taa. Celesitali Arishem i Exitar, promatrač Uatu te Shalla-Bal također se spominju u pjesmama. Naziv samog albuma, The Power Cosmic, aludira na supermoći Galactusa i Srebrnog letača te je bio odabran jer je Byron Roberts veliki obožavatelj Marvel Comicsa, naročito radova Jacka Kirbyja, što je bilo spomenuto u 50. izdanju časopisa "The Jack Kirby Collector".
The Power Cosmic bio je ponovno objavljen u studenom 2011. u ograničenoj digipak inačici, koju je objavila podružnica Nuclear Blasta, Metal Mind Productions.  Na reizdanju se pojavila proširena knjižica s tekstovima, dodatne ilustracije i remasterirane skladbe.

## Popis pjesama
Tekstovi: Byron Roberts, glazba: Jonny i Chris Maudling.
| 1.    | »The Awakening of the Stars« (instrumental)                     | 1:34 |
| 2.    | »The Voyagers Beneath the Mare Imbrium«                         | 4:39 |
| 3.    | »The Empyreal Lexicon«                                          | 6:06 |
| 4.    | »Of Carnage and a Gathering of the Wolves«                      | 6:06 |
| 5.    | »Callisto Rising«                                               | 4:35 |
| 6.    | »The Scourge of the Fourth Celestial Host«                      | 6:41 |
| 7.    | »Behold, the Armies of War Descend Screaming from the Heavens!« | 6:00 |
| 8.    | »The Thirteen Cryptical Prophecies of Mu«                       | 5:34 |
| 41:15 |                                                                 |      |

## Recenzije
Steve Huey, glazbeni kritičar sa stranice AllMusic, dodijelio je albumu tri i pol od pet zvjezdica te je izjavio: "Na The Power Cosmicu, prvom albumu [skupine] koji je bio objavljen u SAD-u otkad je počela njezina snimateljska karijera 1995. godine, engleski death metalci Bal-Sagoth spajaju okrutnu simfonijsku elegantnost skandinavskog black metala s tekstovima opsjednutima fantastikom i znanstvenom fantastikom te jezovitim gotičkim prizvukom sunarodnjaka Cradle of Filtha. Sve to stvara jedinstven zvuk u odabranom žanru grupe te je dobra ulazna točka za američku publiku."

## Zasluge
| Bal-Sagoth - Byron Roberts – vokali - Chris Maudling – gitara - Jonny Maudling – klavijature - Dave Mackintosh – bubnjevi - Mark Greenwell – bas-gitara | Ostalo osoblje - Mags – inženjer zvuka, miksanje, produkcija - J.C. Dhien – fotografija - Martin Hanford – naslovnica |